# Rede Mundial de Comunicações
Rede Mundial de Comunicações, ora referida como Rede CBS ou como Grupo Paulo Abreu, é um conglomerado de mídia brasileiro pertencente ao empresário Paulo Masci de Abreu.

## Empresas

### Televisão
- Top TV
  - Top TV Pelotas
- TV da Cidade de São Paulo

### Rádio
- Estilo FM
  - Estilo FM Litoral
- Kiss FM
  - Kiss FM Campinas
- Rádio da Cidade
  - Rádio CBS - Santos
- Super Rádio
- Top FM
  - Top FM Brasília
- Apollo FM
- Vibe Mundial
- Scalla FM